# Dimètre anapestique
Le dimètre anapestique est un vers de la métrique antique, utilisé dans le théâtre antique. Il a notamment été utilisé dans les parties chorales des tragédies de Sénèque. 

## Description
Il se compose de deux monomètres anapestiques ; chaque mètre comporte deux pieds, dans ce cas-ci des anapestes.
Son schéma canonique est donc le suivant :
| ∪ ∪ — | ∪ ∪ — // ∪ ∪ — | ∪ ∪ — |
Cependant, ce schéma admet des variations. Ainsi, les deux syllabes brèves (∪ ∪) peuvent à chaque pied être remplacées par une longue (—) ; les longues peuvent quant à elles être remplacées par deux brèves aux temps impairs (premier et troisième pieds). 
Ainsi, le vers 301 du Médée de Sénèque : 
audax nimium qui freta primus

se scande 

| — — | ∪ ∪ — // — ∪ ∪ | — — |